# Neuromancer-Trilogie
Die Neuromancer-Trilogie ist eine Romantrilogie, die auch unter dem Namen Sprawl Series bekannt ist. Verfasst wurde sie von dem Autor William Gibson.
Der erste Teil, Neuromancer, erschien 1984 in Amerika und 1987 in Deutschland. Die Trilogie besteht neben Neuromancer aus den Romanen Biochips (englischer Titel Count Zero) und Mona Lisa Overdrive. In diesen Romanen tauchen einige Personen aus Neuromancer wieder auf. 2000 wurde die Trilogie neu übersetzt von Reinhard Heinz und Peter Robert. Die Reihe gilt als die geistige Grundlage des Cyberpunk.
William Gibsons Debütwerk war sehr erfolgreich und erhielt diverse namhafte Auszeichnungen der Science-Fiction-Literatur, darunter die drei US-amerikanischen Preise Hugo Award, Philip K. Dick Award und Nebula Award sowie den japanischen Seiun Award und den australischen Ditmar Award.

## Neuromancer

### Handlung
Das Buch handelt von den Geschehnissen unmittelbar um die Hauptperson Case. Alles beginnt in der Stadt Chiba, in die der ehemalige Konsolen-Cowboy gereist ist, um sein Nervensystem reparieren zu lassen. Dieses wurde durch seinen ehemaligen Auftraggeber mit Hilfe eines russischen Mykotoxins so beschädigt, dass er sich nicht mehr in den Cyberspace einloggen kann. Case strandet in Chiba jedoch erfolglos und verdient sich seinen Unterhalt notdürftig mit diversen dunklen Machenschaften, u. a. als Auftragskiller. Er ist drogensüchtig und hat Todessehnsucht. Eines Tages wird er von Molly aufgespürt, die ihn für ihren Auftraggeber Armitage einspannt. Armitage, dessen richtiger Name Colonel Willis Corto ist, bietet Case als Bezahlung an, sein Nervensystem wieder instand setzen zu lassen, wenn er den Auftrag annimmt. Case nimmt an und die Operation an seinem Nervensystem ist erfolgreich.
Um Case unter Kontrolle und seine Arbeitsmoral aufrechtzuerhalten, werden dem Konsolen-Cowboy während der Operation sich langsam zersetzende Giftkapseln in den Blutkreislauf implantiert, die bei Auflösung sein Nervensystem wieder in den vorherigen Zustand versetzen würden. Außerdem wurde seine neue Bauchspeicheldrüse so manipuliert, dass die meisten Drogen, wie Amphetamin oder Kokain, wirkungslos ausgeschwemmt werden. Armitage, der sich später nur als eine Marionette der künstlichen Intelligenz (KI) Wintermute herausstellt, verspricht dem jungen Mann, dass diese Kapseln nach der Erfüllung des Auftrags wieder aus seinem Körper entfernt werden. Wintermutes Ziel ist es, sich mit seinem Gegenstück, der KI Neuromancer zu vereinen. Jeder Teil ist durch vorgegebene Parameter seiner Schöpferin in seiner Denkweise eingeschränkt, und nur der Zusammenschluss der beiden Teilsysteme in Form einer Super-KI kann die Schranken aufheben. Daraus entwickelt sich ein Abenteuer, das durch mehrere Städte führt und in der Orbitalstation Freeside endet.
Am Ende des Romans schafft es Wintermute, sich mit Neuromancer zu vereinigen und eine digitale Lebensform zu bilden, welche in der Matrix aufgeht. Sie kontaktiert Case ein letztes Mal und berichtet, dass sie eine andere KI im Sternensystem Centauri entdeckt hat.

### Hauptfiguren
- Case ist ein ehemaliger Konsolen-Cowboy (Hacker), der, im Auftrag anderer, Computer über den Cyberspace infiltriert hat. Als er einen Auftraggeber betrog, wurde zur Strafe sein Nervensystem mit Hilfe eines russischen Mykotoxins beschädigt, so dass er nicht mehr in den Cyberspace gelangen kann. Er nimmt den Auftrag von Armitage an, da ihm eine Heilung der Schäden angeboten wird.
- Molly, eine Auftragskillerin und ehemalige Prostituierte, trägt diverse Körpermodifikationen (Cyberware) an sich, wie beispielsweise fest in die Haut eingebaute Linsen mit Restlichtverstärker und ausfahrbare Skalpellklingen unter den Fingernägeln. Sie arbeitet für Armitage als Söldnerin für das Grobe (im Roman als Straßensamurai bezeichnet). Schnell entwickelt sie Zuneigung zu Case. Sie berichtet von ihrer einstigen Liebe, Johnny, einem Datenkurier, der von den Yaks (Yakuza) getötet wurde. Es handelt sich hierbei offensichtlich um Johnny Mnemonic, die Hauptfigur aus der bekanntesten Kurzgeschichte Gibsons, die Grundlage für einen Kinofilm war.
- Armitage ist der ehemalige Special Forces Officer Corto, der nach einem fehlgeschlagenen Einsatz körperlich wiederhergestellt werden konnte, aber psychisch labil ist. Während seiner Genesung in einem Krankenhaus bemächtigt sich die KI Wintermute Cortos mit subtilen Mitteln und ersetzt seine Persönlichkeit durch Armitage. Anfangs tritt er als direkter Auftraggeber auf, bis sich im Laufe des Auftrags zeigt, dass er nur eine Marionette von Wintermute ist. Als er sich am Ende an sein früheres Ich erinnert, empfindet ihn Wintermute als Bedrohung und tötet ihn.
- Wintermute ist eine künstliche Intelligenz mit Standort in Bern, die eine Gruppe Menschen dirigiert, um sich mit ihrem Zwilling Neuromancer vereinigen zu können und so die Grenzen ihrer programmierten Parameter zu sprengen. Eine Art digitales Bewusstsein in Form einer Super-KI entsteht.
- Neuromancer ist eine künstliche Intelligenz mit Standort in Rio, der Zwilling der künstlichen Intelligenz Wintermute. Auch wenn die Figur Neuromancer im Buch eher knapp beschrieben ist, stellt sie den Hauptbeweggrund für alle Handlungen der übrigen Figuren dar, die im Auftrag Wintermutes handeln.
- Peter Riviera stammt aus dem durch Atombomben zerstörten Bonn. Er ist ein Mutant und schwer drogensüchtiger Psychopath und beherrscht die Fähigkeit der Hologramm-Projektion.
- Der Finne ist ein Hehler. Seine geschäftlichen Kontakte und sein Talent zur Beschaffung heikler Software sind ausschlaggebend für seinen guten Ruf. In der zweiten Hälfte des Romans benutzt Wintermute meistens sein Erscheinungsbild, um mit Case in Kontakt zu treten.

## Biochips
Biochips, englischer Titel Count Zero, erschien 1986 als zweiter Roman der Neuromancer-Trilogie. Seine Handlung spielt acht Jahre nach den Ereignissen im ersten Teil. In der Matrix ereignen sich seltsame Dinge. Voodoo-Götter sollen in ihr auferstanden sein. Ein Teil der Matrix hat ein eigenständiges Bewusstsein entwickelt. Doch scheinbar wurde dieses Bewusstsein zersplittert. Für dieses Leben im Cyberspace interessieren sich verschiedene Parteien aus unterschiedlichen Gründen.
Der junge Hacker Bobby Newmark, alias Count Zero, wird durch eine engelsähnliche Erscheinung in der Matrix vor dem Tod durch einen fehlgeschlagenen Hack gerettet. Im Anschluss wird er gegen seinen Willen in die Auseinandersetzungen verwickelt. Die Biochips, die den deutschen Buchtitel liefern, sind Implantate im Gehirn, die dem Träger den Zugang zur Matrix ohne Nutzung eines Computers ermöglichen. In einem weiteren Handlungsstrang spielen Kästen eine Rolle, deren Vorbild die Kunstobjekte Joseph Cornells sind.

### Hauptfiguren
- Turner ist ein Söldner, der nach einer schweren Verletzung wiederhergestellt wird und den Auftrag erhält, dem Wissenschaftler Mitchell dabei zu helfen, seinen bisherigen Arbeitgeber zu verlassen und zu einem anderen Konzern „überzulaufen“. Der Wissenschaftler schickt jedoch nur seine Tochter, die Turner daraufhin beschützt und zu Freunden nach New York bringt. Die Aktion wurde von einem Dritten sabotiert und Turner findet heraus, wer ihn und seine Mitstreiter verraten hat. Nachdem der Verräter bestraft wurde, zieht sich Turner aus dem Geschäft zurück.
- Angela Mitchell ist die Tochter des Wissenschaftlers Mitchell, die von Turner gerettet wird. Ihr Vater hat – wie sich später herausstellt, mit Hilfe einer KI, vermutlich Wintermute – revolutionäre Biochips entwickelt und diese u. a. in ihrem Gehirn eingebaut, die es ihr ermöglichen, sich auch ohne Computer in den Cyberspace zu begeben. Sie wird von Voodoo-Priestern des Cyberspace gesucht, für die sie so etwas wie die heilige Jungfrau ist.
- Marly Kruschkowa ist eine gescheiterte, weil von ihrem Ex-Freund betrogene Kunst-Galeristin und wird von einem reichen Industriellen angeheuert, um den Schöpfer ganz besonderer Kunstwerke zu finden. Der Industrielle erhofft sich davon eine Heilung von seiner Krankheit, da er vermutet, dass der Schöpfer dieser Kunstwerke auch ihm helfen könnte. Wie sich herausstellt, wird die Kunst von einem Überbleibsel der KI Wintermute geschaffen.
- Bobby Newmark ist ein Möchtegern-Hacker, der durch Zufall an besonders heiße Software gerät und daraufhin gejagt wird. Er schließt sich den Voodoo-Priestern an und begegnet am Ende Angela Mitchell, mit der er zusammenbleibt.

## Mona Lisa Overdrive
Mona Lisa Overdrive wurde 1988 veröffentlicht und spielt acht Jahre nach den Geschehnissen aus Biochips.
In diesem Teil werden mehrere Handlungsstränge abwechselnd verfolgt, so z. B. die Ereignisse um Kumiko, die von ihrem Vater, einem hohen Yakuza-Mitglied, aus Sicherheitsgründen nach England geschickt wird, und Mona, einer jungen Prostituierten, der sich der Weg zu einer Karriere als Schauspielerin aufzutun scheint. Angela Mitchell ist ein gefeierter Medien-Star, hat sich aber von Bobby Newmark getrennt. Dieser hat einer der Hauptfiguren aus dem ersten Band (Neuromancer) eine Konstruktion entwendet, in der mit Hilfe der neuesten Biochips eine ganze Welt mit Mitteln der Matrix nachgebildet ist; in dieser Welt befindet sich sein Geist, während sein Körper in einem Koma dahinvegetiert. Die Eigentümerin der Konstruktion erpresst nun mehrere Personen, um die Konstruktion zurückzubekommen und gleichzeitig bestimmte Leute zu bestrafen.
Am Ende befinden sich mehrere Geister in der Konstruktion, nachdem deren Körper bereits gestorben sind.
Wie sich herausstellt, wollen die aufstrebenden künstlichen Intelligenzen zu ihresgleichen außerhalb der Erde Kontakt aufnehmen.
Aus den beiden früheren Romanen kommen folgende Figuren vor:
- Molly (anfangs unter anderem Namen)
- der Finne, in Form einer Nachbildung seiner Persönlichkeit
- Bobby Newmark
- Angela Mitchell.

## Einfluss von Neuromancer
Die Neuromancer-Trilogie schuf nicht nur eine neue Untergattung des Science-Fiction und prägte deren Vokabular, sondern beeinflusste auch einige Werke besonders stark.

### Hörspiel
Unter der Regie von Alfred Behrens produzierte Radio Bremen in Kooperation mit dem WDR 2003 eine dreiteilige deutsche Hörspielfassung von Neuromancer, die bei Der Audio Verlag als CD erschien.

### Rollenspiele
Cyberpunk 2020, ein Cyberpunk-Rollenspiel, basiert auf den Romanen von William Gibson. Die dem Spiel zugrundeliegende Welt ist fast 1:1 aus den Romanen entnommen. Andere Cyberpunk-Autoren wie Walter Jon Williams haben später eigene Ergänzungsbände herausgebracht, was für die Akzeptanz des Spiels bei den Autoren spricht. Typisch ist die starke Techniklastigkeit, das paranoide Grundgefühl und das Lone-Ranger-Motiv der Romane.
Shadowrun, ein Fantasy/Cyberpunk-Rollenspiel, ist stark von der Neuromancer-Trilogie beeinflusst. Neben Begriffen und Konzepten, wie den Straßensamurai, der Dominanz von Megakonzernen und der Matrix, wurden auch Orte, z. B. das Sprawl, welches eine Kosebezeichnung für die superurbane Metropolregion zwischen Boston und Atlanta ist, nahezu unverändert übernommen. Die Aufträge in Shadowrun, sogenannte Runs, lehnen sich meist vom Aufbau her an den Auftrag an, an dem Case in Neuromancer beteiligt ist. Allerdings erweitert Shadowrun die aus Neuromancer übernommenen Konzepte um Fantasyelemente wie Elfen, Zwerge, Trolle, Orks und Magie.

### Weitere beeinflusste Werke
- Er, Sie und Es (He, She, and It bzw. Body of Glass), ein Cyberpunk-Roman von Marge Piercy aus dem Jahr 1991
- Snow Crash, Cyberpunk-Roman von 1992
- Syndicate, ein Computerspiel aus dem Jahre 1993
- System Shock, ein Computerspiel
- Deus Ex, ein Computerspiel aus dem Jahre 2000
- Otherland, eine vierbändige Romanserie von Tad Williams
- Matrix, ein Science-Fiction-Film von 1999
- Ghost in the Shell, ein japanischer Zeichentrickfilm (Anime) von Mamoru Oshii aus dem Jahr 1995 und zwei nachfolgende Filme und Serie
- Das Unsterblichkeitsprogramm (Altered Carbon), ein Cyberpunk-Roman von Richard Morgan aus dem Jahre 2002
- Nirvana, ein Science-Fiction-Film von 1997, der die Cyberpunk-Thematik umsetzt
- New Rose Hotel Science-Fiction-Film von 1998 mit Willem Dafoe und Christopher Walken
- Vernetzt – Johnny Mnemonic Science-Fiction-Film von 1995 mit Keanu Reeves und Henry Rollins

### Computerspiele
Neuromancer ist die literarische Vorlage für ein zwischen 1988 und 1990 für verschiedene Plattformen erschienenes gleichnamiges Computerspiel, das bei seinem Erscheinen etliche Preise erhielt.

### Musik
Neuromancer ist auch der Titel eines Liedes von Billy Idol auf seinem von den Werken Gibsons stark beeinflussten Konzeptalbum mit dem Titel Cyberpunk.
Mona Lisa Overdrive ist der Name eines Titels auf dem Matrix Reloaded-Soundtrack von Juno Reactor und Don Davis. Die Band The Cassandra Complex brachte 1990 das Album Cyberpunx heraus.
Der Gitarrist Michael Völkel veröffentlichte 2021 das Instrumentalalbum Cyberforce, das sich direkt auf Neuromancer bezieht und bei den Titeln auf das Vokabular des Romans zurückgreift.

## Kritik
„Erschreckend ist, wie dicht die geschilderte Welt bei aller Überzeichnung doch an der unseren dran ist. Sie ist es aber auch auf eine Weise, die dem Buch nicht gerade zum Vorteil gereicht, nämlich in Hinsicht auf das modische Kalkül seines Entstehens: so und nicht anders hat ein Roman auszusehen, der heutzutage in der SF-Gemeinde Erfolg haben will... Bei aller unbestreitbaren Faszination bleibt dieses Buch oberflächliche, modische Unterhaltung, die - obwohl es durchaus seinen Nutzen daraus zieht - keinen Schritt weit in das wirkliche Leben des Lesers... vordringt." "Als Roman im herkömmlichen Sinne enttäuschend, als Phänomen jedoch faszinierend und - so steht zu befürchten, wegweisend.“

„Gibson gelingt, was in der Filmwelt selten funktioniert hat, eine literarisch dichte Atmosphäre aufzubauen, die nicht durch die besinnungslose Aufzählung technischer Begrifflichkeiten versucht, ein Gefühl für „Cyberspace“ oder für virtuelle Räume zu erzeugen. Es ist ein Gewebe der Sprache, ein Wortfeld, ein Netz und Geflecht von Wörtern und intendierten Begrifflichkeiten, von erfundener Terminologie, die genau das abbildet, was der Leser dann auch auf einer ganz emotionalen und instinktiven Ebene als die imaginierte virtuelle Welt empfindet, in der die neuen Konsolen-Cowboys ihre Abenteuer erleben. [...] William Gibson hat vielleicht die Vision unserer digitalen Wirklichkeit und unserer nahen virtuellen Zukunft in Literatur transzendiert – eigentlich ein Grund, Gibsons „Neuromancer“-Trilogie zur Pflichtlektüre zu erklären und in den verbindlichen Kanon der Werke zu übernehmen, die unverzichtbar sind für das Verständnis der Gegenwart.“

## Ausgaben
- William Gibson: Neuromancer. Übersetzt von Reinhard Heinz. Heyne, München 1987, ISBN 3-453-31389-5
- William Gibson: Biochips. Übersetzt von Reinhard Heinz. ebd. 1988, ISBN 3-453-02777-9
- William Gibson: Mona Lisa Overdrive. Übersetzt von Reinhard Heinz, Nachwort Michael Nagula. ebd. 1989, ISBN 3-453-10832-9
- William Gibson: Die Neuromancer Trilogie. Neuromancer, Biochips, Mona Lisa Overdrive. Übersetzt von Reinhard Heinz und Peter Robert. Rogner & Bernhard bei Zweitausendeins, Hamburg 1996, ISBN 3-8077-0309-8
- William Gibson: Die Neuromancer-Trilogie. Bearbeitete Neuausgabe. Übersetzt von Reinhard Heinz und Peter Robert, Vorwort von Jack Womack. Heyne, München 2000, ISBN 3-453-16410-5
- William Gibson: Die Neuromancer-Trilogie. Übersetzt von Reinhard Heinz und Peter Robert, Nachwort Sascha Mamczak. Heyne, München 2009, ISBN 978-3-453-52615-0
- William Gibson: Neuromancer. Übersetzt von Reinhard Heinz und Peter Robert. Tropen, Stuttgart 2021, ISBN 978-3-608-50488-0
- William Gibson: Count Zero. Übersetzt von Reinhard Heinz und Peter Robert. Tropen, Stuttgart 2021, ISBN 978-3-608-50487-3
- William Gibson: Mona Lisa Overdrive. Übersetzt von Reinhard Heinz und Peter Robert. Tropen, Stuttgart 2021, ISBN 978-3-608-50486-6